# Ramon Piñas i Morlà
Ramon Piñas i Morlà, també es pot trobar amb el cognom catalanitzat de Pinyes (Valls, Alt Camp, 9 de febrer de 1877 - 1944) sacerdot i escriptor català.
Als tres anys passà a residir a Tarragona, en la qual Universitat pontifícia cursà la carrera eclesiàstica, doctorant-se el 1898 i rebent les sagrades ordes el 1899. desenvolupà el càrrec de prefecte d'alumnes externs en el Seminari Pontífici i també es llicencià amb dret canònic. Desenvolupà les coadjutories dels pobles de Ciutadilla, fou ecònom d'Altafulla, Roda de Berà, Els Pallaresos i Picamoixons. El 1909, en virtut d'oposicions, fou nomenat rector de Rocallaura (Urgell), i el 1916 de Poboleda, (Priorat).
Piñas fou el prototipus de rector gelós i actiu, intel·ligent, prudent i abnegat, com ho demanen les màximes i consells evangèlics. A vegades manifestà la seva activitat, exercint la caritat sense distinció de classes ni persones, i en altres, amb la seva ploma, sortint en defensa dels interessos dels seus feligresos, o els delectava amb les exquisides produccions de la seva inspirada musa. En els anys que regentà la parròquia d'Altafulla emprengué l'obra de restauració de la popular ermita de Sant Antoni, dotant-la d'un nou altar major, d'una graderia en el presbiteri i d'una carretera d'accés a l'ermita. A Rocallaura emprengué la restauració de l'església parroquial, d'estil romànic, i que ensems és santuari de la miraculosa imatge de Nostra Senyora del Tallat, patrona de les comarques de la Segarra, Urgell i Conca de Barberà. Construí de nou la capella del Santíssim Sagrament, la sagristia, el paviment i cambril, emprant en aquestes obres no tan sols l'escassa consignació que l'Estat atorgava per la restauració de temples, sinó el seu propi peculi particular, unit a la caritat dels fidels.
Des dels primers anys de la seva carrera cultivà, a més de la poesia catalana, els estudis d'apologètica cristiana, sociologia i folklorisme, amb singular aptitud i encert. Col·laborà en La Democràcia Cristiana de Lleida; el Semanario Catòlico de Reus; La Conca de Barberà, de Montblanc; La Veu de Tarragona, La Cruz i La Veu de Catalunya, de Barcelona, on va sostenir, signant amb pseudònim, una interessant polèmica en pro del dret català i una altra en favor de la construcció d'una línia fèrria a través de la comarca del Priorat.
Les romeries populars que cada any s'organitzen per visitar l'ermita del Tallat, a Rocallaura, el motivaren a escriure relacions envers per a ser llegides en les vetllades que se celebraven allà entre els romers, i l'èxit d'aquestes el va moure a compondre altres obres de més alta volada que, posteriorment, va anar publicant fins ha reunir-les en un volum amb el títol de Recull de poesies (Barcelona, 1919), del que les tres primeres edicions s'esgotaren ràpidament.
Va aconseguir diverses recompenses en certàmens públics de Barcelona Tarragona i Reus, i va col·laborar sovint i amb perícia en els treballs folklòrics de l'Arxiu d'Etnografia i Folklore de Catalunya, en la facultat de filosofia i lletres de la Universitat de Barcelona que en aquell temps dirigia el catedràtic Tomàs Carreras.
A més de les obres citades va publicar: Lo ball de la Mare de Déu del Tallat, dansa dramàtica (Reus, 1914), Llibre dels miracles de la Mare de Déu del Tallat (Reus, 1915), i La perpetuidad del primado (Reus, 1908).